# Prognoza na życie
Prognoza na życie (tytuł oryginalny The Weatherman) – amerykański film fabularny z 2005 roku w reżyserii Gore’a Verbinskiego.

## Fabuła
David Spritz (Nicolas Cage), chicagowski prezenter pogody jest u szczytu kariery. Dostaje sześciocyfrową wypłatę za dwie godziny pracy dziennie i jest jednym z dwudziestu kandydatów do prowadzenia ogólnokrajowej prognozy pogody. Ale życiowe niepowodzenia przyćmiewają największe nawet sukcesy Davida. Rozwiódł się z żoną, coraz rzadziej spotyka się ze swoimi dziećmi i nawet jego ojciec (Michael Caine) zaczyna się od niego odsuwać. David postanawia zmienić swoje życie.

### Obsada
- Nicolas Cage – Dave Spritz
- Michael Caine – Robert Spritz
- Hope Davis – Noreen Spritz
- Gemmenne de la Pena – Shelly
- Nicholas Hoult – Mike
- Michael Rispoli – Russ
- Gil Bellows – Don
- Judith McConnell – Lauren
- Chris Marrs – Facet z BMV
- Dina Facklis – Andrea
- DeAnna N.J. Brooks – Urzędniczka
- Sia A. Moody – Pielęgniarka
- Joe Bianchi – Paul
- Jason Wells – Tim
- Will Zahrn -	Ksiądz
- David Darlow – Przyjaciel Roberta
- Melanie Decelles Castro – Przyjaciółka Shelly
- Chuck Stubbings – Mark Dersen
- Bryant Gumbel – Bryant Gumbel
- Ed McMahom -	Ed McMahon
- Cristina Ferrare -	Cristina Ferrare
- Wolfgang Puck – Wolfgang Puck